# Comuna de Dziwnów
Dziwnów (polaco: Gmina Dziwnów) é uma gminy (comuna) na Polónia, na voivodia de Pomerânia Ocidental e no condado de Kamieński.
De acordo com os censos de 2005, a comuna tem 4.196 habitantes, com uma densidade 110,7 hab/km².

## Área
Estende-se por uma área de 37,91 km².

## Demografia
Dados de 30 de Junho 2004:
|                      | Total   | Total | Mulheres | Mulheres | Homens  | Homens |
| -------------------- | ------- | ----- | -------- | -------- | ------- | ------ |
|                      | pessoas | %     | pessoas  | %        | pessoas | %      |
| População            | 4196    | 100   | 2101     | 50,1     | 2095    | 49,9   |
| Densidade (pop./km²) | 110,7   | 100   | 55,4     | 55,4     | 55,3    | 55,3   |

De acordo com dados de 2002, o rendimento médio per capita ascendia a 3021,53 zł.